# Pseudomys nanus
Pseudomys nanus is een knaagdier uit het geslacht Pseudomys dat voorkomt in Australië. Zijn verspreidingsgebied beslaat het noorden van West-Australië, inclusief Barrow Island, het noorden en midden van het Noordelijk Territorium en het noordwesten van Queensland.
Dit is een grote soort met korte ledematen en oren. De rug is oranje tot donkerbruin, de buik wit, overgaande naar de roodachtige flanken. Om het oog zit een kastanjekleurige ring. De kop-romplengte bedraagt 90 tot 140 mm, de staartlengte 80 tot 120 mm, de achtervoetlengte 23 tot 27 mm, de oorlengte 14 tot 16 mm en het gewicht 25 tot 50 gram. Vrouwtjes hebben 2=4 spenen.
Deze soort is 's nachts actief; hij wordt vaak waargenomen. Hij eet voornamelijk gras. Het dier paart als de omstandigheden dat toelaten; de populatie kan snel toenemen als dat mogelijk is.
Er zijn twee ondersoorten:
- Pseudomys nanus ferculinus (Barrow Island)
- Pseudomys nanus nanus (vasteland)